# Brug 494
Brug 494 is een vaste brug in Amsterdam-Noord.
Het is een viaduct in de Johan van Hasseltweg en voert over de Wingerdweg. De Johan van Hasseltweg werd in 1967/1968 aangelegd op een dijklichaam, waarbij het Mosveld in tweeën werd gedeeld.
Om plaatselijk verkeer nog een doorgang te geven werd onder meer brug 494 uitgespaard in het dijklichaam. Het viaduct is uitgevoerd zoals brug 493 in dezelfde weg over de Adelaarsweg. Het is een mengeling van wit spuitbeton en blauwe leuningen etc. Net als brug 493 is de onderdoorgang verlaagd aangelegd in de Wingerdweg, zodat drie niveaus ontstonden; de verdiepte rijweg van de Wingerdweg, voetpaden op maaiveldniveau aan weerszijden van de rijweg en daarboven kruislings de Johan van Hasseltweg. Het ontwerp is afkomstig van de Dienst der Publieke Werken, vermoedelijk Dirk Sterenberg, die ook brug 491 en 493 ontwierp.
Ten noordoosten staat aan de Wingerdweg het GGD-gebouw Wingerdweg 52 en ligt ook het Noorderpark.
<<< · 400 · 401 · 402 · 403 · 404 · 405 · 406 · 407 · 408 · 409 · 410 · 411 · 413 · 414 · 415 · 416 · 417 · 418 · 419 · 420 · 421 · 422 · 423 · 424 · 425 · 427 · 429 · 430 · 431 · 432 · 433 · 434 · 435 · 436 · 437 · 438 · 439 · 440 · 441 · 442 · 443 · 444 · 445 · 446 · 447 · 448 · 449 · 450 · 451 · 452 · 453 · 454 · 455 · 456 · 457 · 458 · 459 · 460 · 461 · 462 · 463 · 464 · 465 · 466 · 469 · 470 · 471 · 472 · 473 · 474 · 475 · 476 · 478 · 479 · 480 · 482 · 483 · 485 · 486 · 487 · 488 · 489 · 490 · 491 · 492 · 493 · 494 · 495 · 496 · 497 · 499 · >>>
Brugnummers 412, 426, 428, 467, 468, 477, 481, 484 en 498 zijn niet (meer) vergeven.